# Laura Silverman
Laura Jane Silverman (Bedford, 10 de junho de 1966) é uma atriz e dubladora estadunidense, irmã da também atriz Sarah Silverman. Ela é mais conhecida por interpretar uma versão fictícia de si mesma ao lado de sua irmã Sarah Silverman em Sarah Silverman: Jesus is Magic e The Sarah Silverman Program. Ela também aparece em Who's the Caboose? um filme de 1997 estrelado por sua irmã, e ele atuou como dubladora na série de animação Dr. Katz, Professional Therapist.

## Vida pessoal
Silverman é filha de Beth Ann O'Hara e Donald Silverman. Seus pais são divorciados e recasados cada (de John O'Hara e Janice). Laura tem três irmãs: a roteirista Jodyne, a comediante Sarah Silverman e a rabina Susan.

## Filmografia Selecionada
| Ano       | Nome                             | Personagens                              |
| --------- | -------------------------------- | ---------------------------------------- |
| 1995–2002 | Dr. Katz, Professional Therapist | Laura (voz)                              |
| 1997      | Who's the Caboose?               | "At Every Audition" Girl                 |
| 1998      | Half Baked                       | Jan                                      |
| 1999–2004 | Home Movies                      | Linda Small, Loni e outros (voz)         |
| 2002      | Curb Your Enthusiasm             | Saleswoman                               |
| 2005–2006 | The King of Queens               | Dawn                                     |
| 2005      | The Comeback                     | Jane                                     |
| 2005      | Sarah Silverman: Jesus Is Magic  | Versão fictícia dela mesma               |
| 2006      | Metalocalypse                    | Rebecca Nightrod, Valerie Vransinn (voz) |
| 2007–2010 | The Sarah Silverman Program      | Versão fictícia dela mesma               |
| 2008      | House MD ("Don't Ever Change")   | Roz                                      |
| 2009      | All American Orgy                | Tina                                     |
| 2011      | Adventure Time with Finn & Jake  | Ethel Rainicorn (voz)                    |
| 2012      | Nurse Jackie                     | Laura                                    |
| 2011–2013 | Bob's Burgers                    | Andy Pesto (voz)                         |
| 2014      | The Comeback                     | Jane                                     |

## Ligações Externas
- Laura Silverman. no IMDb.